# 伊格爾本德 (明尼蘇達州)
伊格爾本德（英語：Eagle Bend）是一個位於美國明尼蘇達州托德縣的城市。

## 人口
根據2020年美國人口普查的數據，伊格爾本德的面積為3.50平方千米，皆為陸地。當地共有人口546人，而人口密度為每平方千米156人。